# 4916 Brumberg
A 4916 Brumberg (ideiglenes jelöléssel 1970 PS) a Naprendszer kisbolygóövében található aszteroida. Krími Asztrofizikai Obszervatórium fedezte fel 1970. augusztus 10-én.